# Sollevamento pesi ai Giochi della XXXI Olimpiade - 62 kg maschile
Le gare di sollevamento pesi della categoria fino a 62 kg maschile dei giochi olimpici di Rio de Janeiro 2016 si svolgeranno l'8 agosto 2016 presso il padiglione 2 del Riocentro.

## Programma
| Data          | Ora (BRT/UTC-3) | Turno    |
| ------------- | --------------- | -------- |
| 8 agosto 2016 | 10:00           | Gruppo B |
| 8 agosto 2016 | 19:00           | Gruppo A |

## Record
Prima della competizione, i record olimpici e mondiali erano i seguenti:
| Record mondiale | Strappo | Kim Un-guk Corea del Nord       | 154 kg | 21 settembre 2014 Incheon, Corea del Sud |
| Record mondiale | Slancio | Chen Lijun Cina                 | 183 kg | 22 novembre 2015 Houston, Stati Uniti    |
| Record mondiale | Totale  | Chen Lijun Cina                 | 333 kg | 22 novembre 2015 Houston, Stati Uniti    |
| Record olimpico | Strappo | Kim Un-guk Corea del Nord       | 153 kg | 30 luglio 2012 Londra, Regno Unito       |
| Record olimpico | Slancio | Óscar Albeyro Figueroa Colombia | 177 kg | 30 luglio 2012 Londra, Regno Unito       |
| Record olimpico | Totale  | Kim Un-guk Corea del Nord       | 327 kg | 30 luglio 2012 Londra, Regno Unito       |

## Risultati
| Risultato finale | Atleta                | Nazionalità        | Gruppo | Peso corporeo | Strappo (kg) | Strappo (kg) | Strappo (kg) | Strappo (kg) | Slancio (kg) | Slancio (kg) | Slancio (kg) | Slancio (kg) | Totale |
| Risultato finale | Atleta                | Nazionalità        | Gruppo | Peso corporeo | 1            | 2            | 3            | Risultato    | 1            | 2            | 3            | Risultato    | Totale |
| ---------------- | --------------------- | ------------------ | ------ | ------------- | ------------ | ------------ | ------------ | ------------ | ------------ | ------------ | ------------ | ------------ | ------ |
| Oro              | Óscar Figueroa        | Colombia           | A      | 61.86         | 137          | 142          | 145          | 142          | 172          | 176          | 179          | 176          | 318    |
| Argento          | Eko Yuli Irawan       | Indonesia          | A      | 61.91         | 142          | 146          | 146          | 142          | 170          | 176          | 179          | 170          | 312    |
| Bronzo           | Farkhad Kharki        | Kazakistan         | A      | 61.60         | 135          | 140          | 140          | 135          | 170          | 177          | 177          | 170          | 305    |
| 4                | Yōichi Itokazu        | Giappone           | A      | 61.87         | 126          | 130          | 133          | 133          | 160          | 165          | 169          | 169          | 302    |
| 5                | Ahmed Saad            | Egitto             | A      | 62.00         | 127          | 131          | 133          | 133          | 155          | 161          | 164          | 161          | 294    |
| 6                | Morea Baru            | Papua Nuova Guinea | A      | 61.72         | 122          | 126          | 129          | 126          | 159          | 164          | 168          | 164          | 290    |
| 7                | Muhammad Hasbi        | Indonesia          | A      | 61.97         | 125          | 130          | 134          | 130          | 160          | 169          | 173          | 160          | 290    |
| 8                | Vaipava Nevo Ioane    | Samoa              | B      | 61.90         | 115          | 120          | 122          | 120          | 151          | 161          | 165          | 161          | 281    |
| 9                | Han Myeong-mok        | Corea del Sud      | A      | 61.81         | 130          | 135          | 135          | 130          | 150          | 155          | 155          | 150          | 280    |
| 10               | Julio Salamanca       | El Salvador        | B      | 62.00         | 115          | 120          | 120          | 120          | 150          | 155          | 155          | 155          | 275    |
| 11               | Julio Acosta González | Cile               | B      | 61.30         | 114          | 117          | 120          | 120          | 142          | 146          | 151          | 146          | 266    |
| 12               | Yosuke Nakayama       | Giappone           | B      | 62.00         | 121          | 124          | 124          | 121          | 140          | 145          | 150          | 145          | 266    |
| 13               | Rick Yves Confiance   | Seychelles         | B      | 62.00         | 100          | 105          | 110          | 105          | 127          | 133          | 133          | 127          | 232    |
| –                | Jesús López Sanchez   | Venezuela          | B      | 61.90         | 125          | 125          | 129          | 125          | –            | –            | –            | –            | –      |
| –                | Edouard Joseph        | Haiti              | B      | 60.20         | 102          | 107          | 112          | 107          | –            | –            | –            | –            | –      |
| –                | Chen Lijun            | Cina               | A      | 61.97         | 143          | 143          | –            | –            | –            | –            | –            | –            | –      |
| –                | Sudesh Peiris         | Sri Lanka          | B      | 62.00         | 120          | 120          | 120          | –            | –            | –            | –            | –            | –      |